# Tõravere (przystanek kolejowy)
Tõravere – przystanek kolejowy w miejscowości Tõravere, w prowincji Tartu, w Estonii. Położony jest na linii Tartu - Valga.